# Hedsjön (Enångers socken, Hälsingland)
Hedsjön är en sjö i Hudiksvalls kommun i Hälsingland och ingår i Nianån-Norralaåns kustområde. Sjön har en area på 1,34 kvadratkilometer och ligger 27 meter över havet. Sjön avvattnas av vattendraget Hedsjöbäcken.

## Delavrinningsområde
Hedsjön ingår i det delavrinningsområde (682147-156574) som SMHI kallar för Utloppet av Hedsjön. Medelhöjden är 34 meter över havet och ytan är 5,99 kvadratkilometer. Räknas de 2 avrinningsområdena uppströms in blir den ackumulerade arean 25,82 kvadratkilometer. Hedsjöbäcken som avvattnar avrinningsområdet har biflödesordning 2, vilket innebär att vattnet flödar genom totalt 2 vattendrag innan det når havet efter 8,2 kilometer. Avrinningsområdet består mestadels av skog (66 procent). Avrinningsområdet har 1,34 kvadratkilometer vattenytor vilket ger det en sjöprocent på 22,3 procent.